# Гэнкю
Гэнкю (яп. 元久 гэнкю) — девиз правления (нэнго) японского императора Цутимикадо, использовавшийся с 1204 по 1206 год .

## Продолжительность
Начало и конец эры:
- 20-й день 2-й луны 4-го года Кэннин (по юлианскому календарю — 23 марта 1204); причиной объявления нового девиза правления стало начало нового шестидесятилетнего цикла китайского календаря;
- 27-й день 4-й луны 3-го года Гэнкю (по юлианскому календарю — 5 июня 1206).

## Происхождение
Название нэнго было заимствовано из классического древнекитайского сочинения «Мао-ши чжэн-и» (кит. трад. 毛詩正義, пиньинь Máo shī zhèngyì, буквально: «”Канон [стихов” в версии] Мао»):「文王建元久矣」.

## События
даты по юлианскому календарю
- 1204 год (1-й год Гэнкю) — Ходзё Ёситоки был назначен правителем области Сагами[5];
- 1204 год (10-я луна 1-го года Гэнкю) — Минамото-но Санэтомо приказал Ходзё Максанори, Ходзё Томомити и Хатакэяме Сигэясу отправиться в Хэйан-кё, чтобы сопроводить в Камакуру невесту Санэтомо, дочь дайнагона Фудзивары-но Нобоукиё[6];
- 1204 год (12-я луна 1-го года Гэнкю) — невесту Санэтомо привезли в Камакуру; Хатакэяма Сигэясу остался в Хэйан-кё, где он скончался[6];
- 1205 год (2-й год Гэнкю) — выпущен сборник «Син кокин вакасю»;
- 1205 год (2-й год Гэнкю) — Ходзё Ёситоки расправился с Хатакэямой Сигэтадой (некто донёс, что он затевает мятеж) и правителем области Мусаси Хирагой Томомасой (вместо него во главе Мусаси поставили Ходзё Токифусу)[5];
- 1205 год (3-я луна 2-го года Гэнкю) — Хэйан-кё и Кинай были опустошены разрушительной бурей; молва взвалила ответственность за случившееся на монаха Эйсая, основавшего в столице дзэн-буддийский храм. Эйсай был изгнан из Хэйан-кё, но спустя некоторое время ему разрешено было вернуться[6].

## Сравнительная таблица
Ниже представлена таблица соответствия японского традиционного и европейского летосчисления. В скобках к номеру года японской эры указано название соответствующего года из 60-летнего цикла китайской системы гань-чжи. Японские месяцы традиционно названы лунами.
| 1-й год Гэнкю (Деревянная Крыса) | 1-я луна        | 2-я луна*  | 3-я луна  | 4-я луна* | 5-я луна* | 6-я луна* | 7-я луна  | 8-я луна*              | 9-я луна    | 10-я луна* | 11-я луна  | 12-я луна  |                |
| -------------------------------- | --------------- | ---------- | --------- | --------- | --------- | --------- | --------- | ---------------------- | ----------- | ---------- | ---------- | ---------- | -------------- |
| Юлианский календарь              | 3 февраля 1204  | 4 марта    | 2 апреля  | 2 мая     | 31 мая    | 29 июня   | 28 июля   | 27 августа             | 25 сентября | 25 октября | 23 ноября  | 23 декабря |                |
| 2-й год Гэнкю (Деревянный Бык)   | 1-я луна        | 2-я луна*  | 3-я луна  | 4-я луна  | 5-я луна* | 6-я луна* | 7-я луна  | 7-я луна* (високосная) | 8-я луна*   | 9-я луна   | 10-я луна* | 11-я луна  | 12-я луна      |
| Юлианский календарь              | 22 января 1205  | 21 февраля | 22 марта  | 21 апреля | 21 мая    | 19 июня   | 18 июля   | 17 августа             | 15 сентября | 14 октября | 13 ноября  | 12 декабря | 11 января 1206 |
| 3-й год Гэнкю (Огненный Тигр)    | 1-я луна*       | 2-я луна   | 3-я луна  | 4-я луна* | 5-я луна  | 6-я луна* | 7-я луна  | 8-я луна*              | 9-я луна*   | 10-я луна  | 11-я луна* | 12-я луна  |                |
| Юлианский календарь              | 10 февраля 1206 | 11 марта   | 10 апреля | 10 мая    | 8 июня    | 8 июля    | 6 августа | 5 сентября             | 4 октября   | 2 ноября   | 2 декабря  | 31 декабря |                |

* звёздочкой отмечены короткие месяцы (луны) продолжительностью 29 дней. Остальные месяцы длятся 30 дней.